# Булль, Элла
Элла Хольм Булль (норв. Ella Holm Bull, в девичестве — Йома норв. Joma; 12 октября 1929, Рёйрвик — 21 сентября 2006, Сноса, Норвегия) — норвежская саамская писательница, переводчик и преподаватель, посвятившая всю свою жизнь популяризации и преподаванию южносаамского языка.

## Биография
Родилась в семье Нильса Педерсена Йома (норв. Nils Pedersen Joma; 1905—1948) и Анны Софии Йонсен Стейнфьелль (норв. Anna Sofie Johnsen Steinfjell; 1904—1974). 5 июля 1948 года в крупной автомобильной аварии в числе других 16 погибших пассажиров погибли её отец с тремя своими братьями и двумя сёстрами.
В 1953 году вышла замуж за уроженца Рёруса Нильса Хольм Булля (норв. Nils Holm Bull; 1929—2003).
В 1954 году окончила педагогическое училище в Несна, а в 1964 году получила диплом в области саамской филологии в университете Осло.
С 1968 года преподавала южносаамский язык в саамской школе в Сноса. В 1974 году вместе с норвежским лингвистом Кнутом Бергсландом разработала орфографию южносаамского языка, которая в научной среде получила наименование «орфография Бергсланда-Булль».
В 2004 году за вклад в развитие южносаамского языка была первой из награждённых премией «Gollegiella». В последние годы жизни занималась написанием истории саамской общины коммуны Рёйрвик и региона.